# ديرفان
ديرفان أو ديروان كان من أوائل أمراء الصرب
ذكره تأريخ فريدغر في سجلاته اللاتينية على أنه الزعيم السابق لأمة صربيا البيضاء: "حاكم الشعب الصربي (صربيا البيضاء: الصرب صربيا البيضاء: الصرب) من أمة السلاف. وهو أول حاكم للقبيلة مذكور بالاسم. وذكره تأريخ فريدغر على أنه كان تابعًا للفرنجة لوقت طويل ثم انضم إلى اتحاد سامو السلافي. بعد هزيمة ملك الفرنجة داجوبرت الأول على يد الملك السلافي سامو بالقرب من وجاستايس بيرج في 631 أو 632، أعلن ديرفان الاستقلال عن الفرنجة "ووضع نفسه وشعبه تحت حكم سامو".
وانضم ديرفان إلى سامو في حروبه اللاحقة ضد الفرنجة. وذكرت تقارير أخرى لفريدغر أن ديرفان وشعبه عاشوا في نهر زالة شرق ساكسونيا. الإشارة إلى ديرفان في 631/632 هو أول تأكيد مكتوب على وجود السلاف في شمال جبال أور.
كان يحارب ضد ثورنغيون 631-634، وهُزم أخيرًا عل يد الدوق راندولف، حاكم ثورنغيون عام(636)

## كتابات أخرى
- Curta, Florin. The Making of the Slavs: History and Archaeology of the Lower Danube Region, c. 500&ndash;700. Cambridge: Cambridge University Press, 2001. ISBN 0-521-80202-4.